# Denis Bertolini
Denis Bertolini (Rovereto, Província de Trento, 13 de desembre de 1977) va ser un ciclista italià, professional del 2002 al 2009. Del seu palmarès destaca la victòria als Jocs del Mediterrani de 2001.
És cosí del també ciclista Alessandro Bertolini.

## Palmarès
- 1998
  - 1r al Trofeu Papà Cervi
- 2001
  - Medalla d'or als Jocs del Mediterrani en ruta
- 2004
  - Vencedor de 2 etapes del Circuit des Mines
  - Vencedor d'una etapa de la Cursa de la Pau